# African cassava mosaic virus
African cassava mosaic virus cuya sigla aprobada por el ICTV es ACMV, es un virus de patógeno para las plantas de la familia Geminiviridae que puede causar la aparición de mosaico en las hojas de las plantas o clorosis en Manihot esculenta cuyo nombre común es yuca o cassava, una planta de alto valor alimenticio en África. Este virus es el único conocido que es capaz de afectar a Mahinor esculenta y causa mosaico severo. Cassava es un cultivo alimenticio en muchos lugares del mundo que se encuentran en la franja del trópico y subtropico como fuente de carbohidratos, pero el mayor daño a este cultivo por el ACMV es en África.
EL vector de este virus es principalmente alerodiodo Bemisia tabaci.